# Jorge I de Meclemburgo-Strelitz
Jorge de Meclemburgo-Strelitz (12 de Agosto de 1779 - 6 de Setembro de 1860) governou o estado de Meclemburgo-Strelitz desde 1816 até à sua morte.

## Primeiros anos
Jorge Frederico Carlos José de Meclemburgo-Strelitz nasceu em Hanôver, sendo o oitavo filho do duque Carlos de Meclemburgo e da sua primeira esposa, a princesa Frederica de Hesse-Darmstadt. Após a morte da sua mãe em 1782, o seu pai casou-se, dois anos depois, com a irmã dela, Carlota, e a família mudou-se de Hanôver para Darmstadt. Jorge ficou em Darmstadt até 1794, quando o seu pai sucedeu ao trono como duque governante de Meclemburgo-Strelitz e teve de acompanha-lo para Neustrelitz.

## Herdeiro
Pouco depois de chegar a Neustrelitz, Jorge entrou na Universidade de Rostock onde estudou até 1799. Após terminar a Universidade, Jorge foi para Berlim, onde viveu com a corte prussiana, uma vez que a sua irmã Luísa se tinha casado com o rei prussiano Frederico Guilherme III. Em 1802 foi para a Itália onde viveu até 1804, altura em que regressou à Alemanha para se instalar em Darmstadt.
Após a Batalha de Jena-Auerstedt, Jorge viajou até Paris onde negociou a entrada de Meclemburgo-Strelitz para a Confederação do Reno. Também participou no Congresso de Viena em 1814, altura na qual Meclemburgo-Strelitz foi elevado a grão-ducado.

## Grão-duque
Quando Jorge sucedeu o seu pai no dia 6 de Novembro de 1816, encontrou o grão-ducado em mau estado. Começou por melhorar a educação dos seus súditos através da construção de escolas, uma medida que fez com que, por volta do final do seu reinado, a maioria dos habitantes de Meclemburgo-Strelitz soubessem ler e escrever. Também melhorou a agricultura e aboliu a escravatura.
Jorge morreu no dia 6 de Setembro de 1860 em Neustrelitz e foi sucedido pelo seu filho Frederico Guilherme.

## Casamento e descendência
No dia 12 de agosto de 1817, em Cassel, Jorge casou-se com a princesa Maria de Hesse-Cassel, filha do conde Frederico de Hesse-Cassel. Juntos tiveram quatro filhos:
- Luísa de Meclemburgo-Strelitz (1818-1842)
- Frederico Guilherme de Meclemburgo-Strelitz (1819-1904), casado com a princesa Augusta de Cambridge
- Carolina de Meclemburgo-Strelitz (1821-1876) casada com Frederico VII da Dinamarca
- Jorge de Meclemburgo-Strelitz (1824-1876) casado com a grã-duquesa Catarina Mikhailovna da Rússia, pai de Carlos Miguel de Meclemburgo-Strelitz